# Faustino (Imperatore delle Gallie)
Faustino (latino: Faustinus; fl. 274) è stato usurpatore contro l'imperatore delle Gallie Tetrico.
Praeses della Gallia Belgica, Faustino istigò le truppe di stanza ad Augusta Treverorum (Treviri) a ribellarsi contro Tetrico, probabilmente nella primavera o inizio estate 274. Dopo aver sconfitto Tetrico, l'imperatore Aureliano dovette sedare una seconda rivolta in Gallia, molto probabilmente quella di Faustino.
Per motivare l'assenza di monete coniate da questo usurpatore nel regno, è stato proposto che in realtà Faustino non si fosse ribellato contro Tetrico, ma ne sarebbe stato il successore.